# Esclavitud a l'antiga Roma

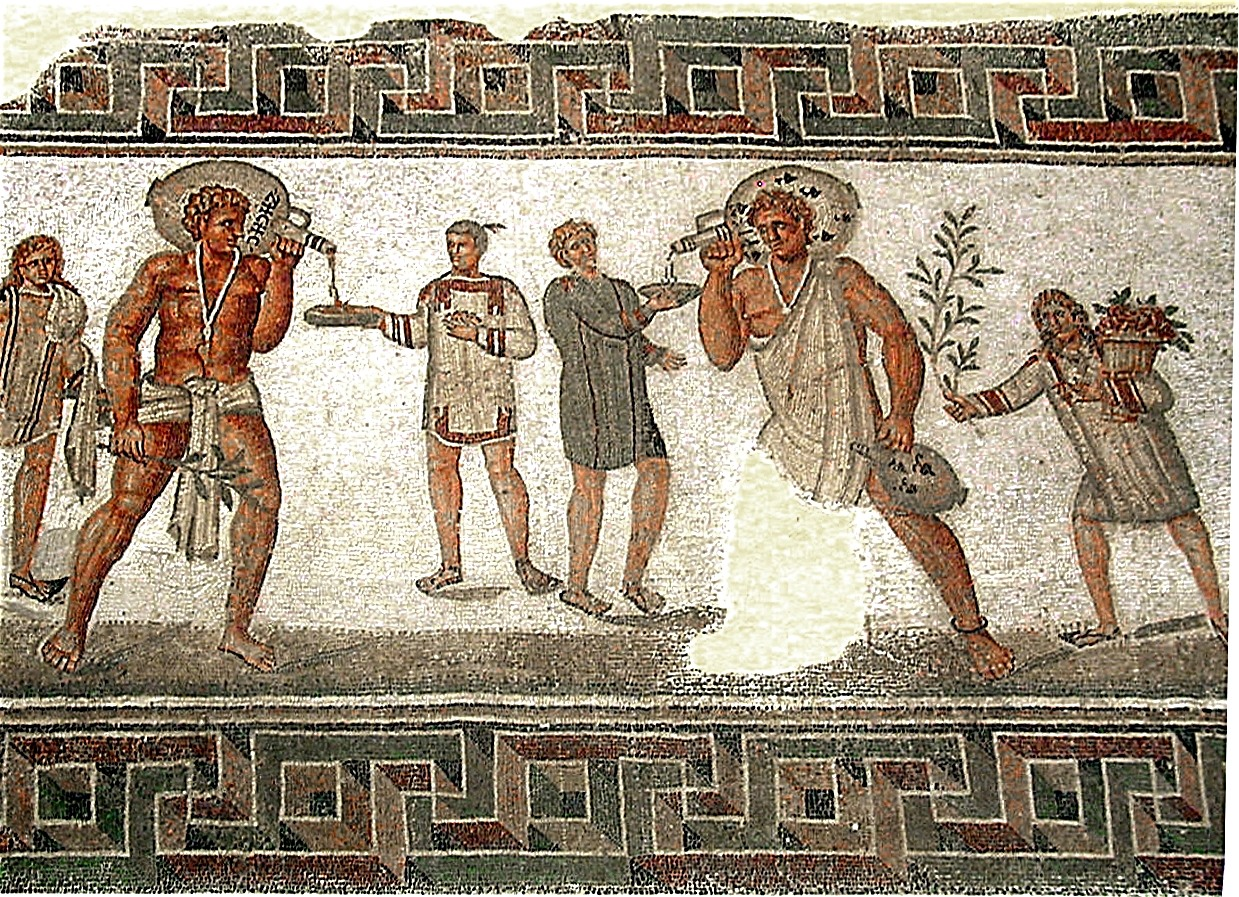
Els dos esclaus que porten gerres de vi usen roba típica d'esclaus i un amulet en contra del mal d'ull en un collaret, i el jove esclau de l'esquerra porta l'aigua i tovalloles, i el de la dreta una branca i una cistella de flors, descrit per Mikhail Rostovtzev, La història social i econòmica de l'Imperi Romà (Tannen, 1963), p. 288 (mosaic romà de Dougga, Tunísia)

L'esclavitud a l'antiga Roma constituïa una de les característiques de la societat romana. Al llarg de tota la història de l'Imperi Romà i el seu domini sobre la Mediterrània, Europa, Àfrica i Àsia, la societat romana fou essencialment esclavista, i tant la seva economia com la seva estructura social es basava en un sistema de classes en què l'esclau constituïa l'esglaó més baix de la societat.

## Orígens
La majoria dels esclaus de l'antiga Roma es capturaven en les guerres; els exèrcits romans portaven els presoners de guerra com a part de la recompensa.
Davant del temple de Pietas, hi havia la columna lactària, on eren dipositats els nadons abandonats perquè algú els adoptés. Això gairebé mai no ocorria, sinó que els recollien persones que els convertien en esclaus si eren homes, i en prostitutes si eren dones. Els nens deformes o febles eren eliminats. El nen adoptat prenia el cognom del nou pare. Quan una esclava tenia un fill, era responsabilitat del seu amo acceptar-lo en la família. Que el matés si no era acceptat no estava mal vist, encara que més tard va poder arribar a tenir un tipus de reprovació moral.

## Condició d'esclaus, dret imanumissió
Dins de l'imperi, els esclaus eren venuts en subhasta pública o, de vegades, a les botigues, o per venda privada per als esclaus més valuosos. El tràfic d'esclaus era supervisat per funcionaris fiscals romans anomenats qüestors.
De vegades els esclaus estaven exposats en suports rotatius, per ser millor observats i al costat de cada esclau anava penjat per a la venda un tipus de placa amb el seu origen, salut, caràcter, intel·ligència, educació, i altra informació pertinent per als compradors. Per poder apreciar millor les seves qualitats i defectes sempre eren exposats nus. Els preus variaven amb l'edat i la qualitat, així els nens esclaus eren més barats que els adults, i entre aquests últims els més valuosos aconseguien preus equivalents a milers de dòlars d'avui dia. Com a garantia, el concessionari estava obligat a reemplaçar amb un esclau nou dins dels sis mesos després de la compra, si l'esclau tenia defectes ocults que no es manifestaven en la venda. Els esclaus posats a la venda sense període de garantia estaven obligats a portar una gorra a la subhasta, i eren més barats.
La vida com a esclau depenia en gran manera del tipus general de treball que se li assignava, del qual hi havia una gran varietat. Per als esclaus, l'assignació a les mines era sovint una sentència de mort lenta. Als esclaus agrícoles (família rústica) generalment els anava millor, mentre que els esclaus domèstics de les famílies riques de Roma (família urbana) probablement gaudien del més alt nivell de vida dels esclaus romans, al costat dels esclaus de propietat pública (servus publicus), que no estaven subjectes als capricis d'un sol amo. Tot i que el seu allotjament i menjar eren d'una qualitat notòriament inferior a la dels membres lliures de la família, pot haver estat comparable a la de molts romans lliures, però pobres. Els esclaus domèstics es podien trobar treballant com a perruquers, majordoms, cuiners, empleades domèstiques, infermeres, mestres, secretàries i cosidores. Els esclaus amb més educació i intel·ligència podien treballar en professions com ara comptabilitat, educació i medicina.
Els esclaus de ciutat solien tenir família i una gran autonomia. Podien aconseguir la llibertat o manumissió de diferents maneres:
- Bastant irònicament, amb la seva pròpia mort, quan l'alliberaven perquè tingués un enterrament de persona lliure.
- Amb la mort de l'amo, en el testament solien alliberar els esclaus com a mostra de generositat. Quan eren alliberats d'aquesta manera, se'ls deixava alguna propietat o diners.
- Comprant la seva llibertat, ja que després d'haver passat anys d'intermediari del seu amo en els negocis, podien guanyar un peculi.
- Per declaració davant d'un magistrat. Amo i esclau defensaven la seva llibertat davant d'un magistrat. Si era acceptada, se li posava un bastó al cap com a senyal de la seva llibertat.

Molts emancipats romanien a casa fent les mateixes tasques, encara que amb més dignitat.
Els esclaus eren propietat absoluta de l'amo. No tenien personalitat jurídica, de béns, ni de família pròpia, perquè el seu matrimoni, encara aconseguit amb permís de l'amo, es considerava simple unió, i els fills n'eren propietat de l'amo. Els esclaus domèstics eren rebuts amb una cerimònia, i se'ls purificava tirant-los aigua a sobre del cap.
Ajudaven l'amo a posar-se la toga, perquè era una tasca complicada. Eren els encarregats de rebre els convidats, recollir la toga i les sabates i oferir-los un bany calent o una rentada de peus. Els més atractius i de millors maneres servien el menjar vestits amb colors vius, que contrastaven amb les cabelleres, amb què de vegades els seus amos s'eixugaven. Els més agraciats servien el vi i tallaven el menjar, mentre que els que netejaven els plats i recollien les taules anaven pitjor vestits. A cada convidat se li adjudicava un esclau servus ad pedes que romania als seus peus. Els que naixien com a esclaus i eren educats formaven una classe privilegiada entre la servitud. No se'ls permetia entrar a representacions teatrals. Als esclaus, se'ls adjudicaven les tasques d'acord amb el seu nivell cultural.
Als esclaus, se'ls podia posar un collaret amb una placa en què es llegia "tenemene fucia et revocacio cameadomnum et viventium in aracallisti", traduït com a "deteniu-me si escapo i retorneu-me al meu amo".
Alguns esclaus tenien la consideració de persones lliures, bé per la humanitat dels seus amos o pel treball intel·lectual que desenvolupaven. Això passava amb els esclaus procedents de l'antiga Grècia, que en certa manera l'amo considerava de major educació que la seva. Aquests eren els que servien com a secretaris, administradors o educadors. Al segle iii, es va reduir la massa d'esclaus i es van començar a valorar gairebé com a persones lliures. L'emperador Dioclecià era fill d'un esclau que s'havia comprat la llibertat.
Els lliberts van ser a partir del segle vi, segons l'emperador Justinià I, ciutadans sense distinció, procedents de l'esclavitud. Si no conservaven llaços de fidelitat a cap casa eren anomenats lliberts ingrats. Exercien majoritàriament la tasca de comerciants o artesans, i en menor mesura de mestres romans (ludi magister), gramàtics (encarregats de l'ensenyament secundari), banquers o metges, que no tenien remuneració.
L'economia romana, com la seva societat, depenia del treball d'esclaus, que eren fonamentals als latifundis, mines i indústries. Aquesta economia augmentà a partir del segle ii gràcies a les victòries de Juli Cèsar, que posà en subhasta aproximadament un milió d'esclaus durant la Guerra de les Gàl·lies (58-51 aC). A Delos, es van arribar a subhastar fins a deu mil esclaus en un sol dia.

## La mà d'obra de l'agricultura: l'esclau

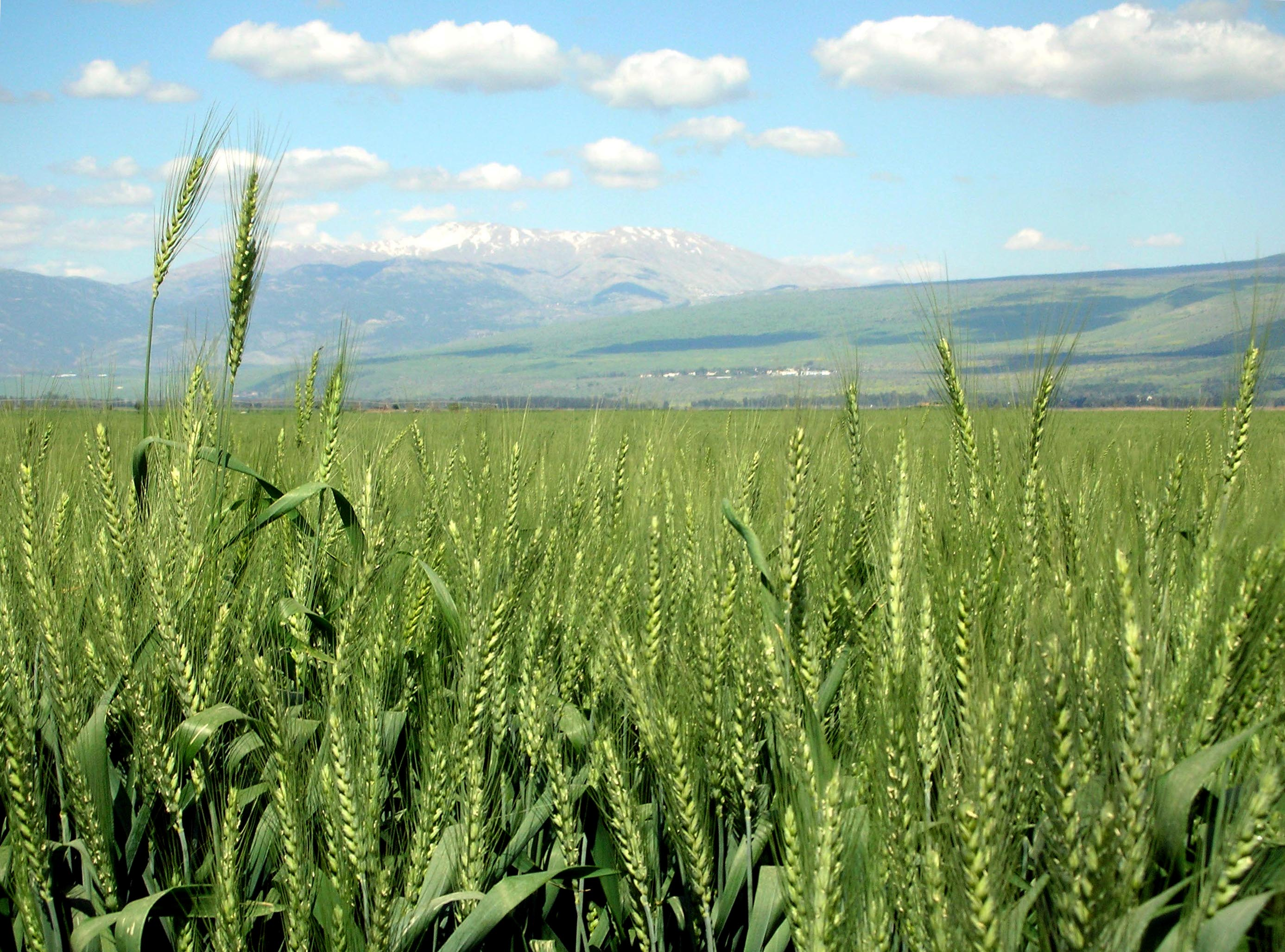
Conreu de blat

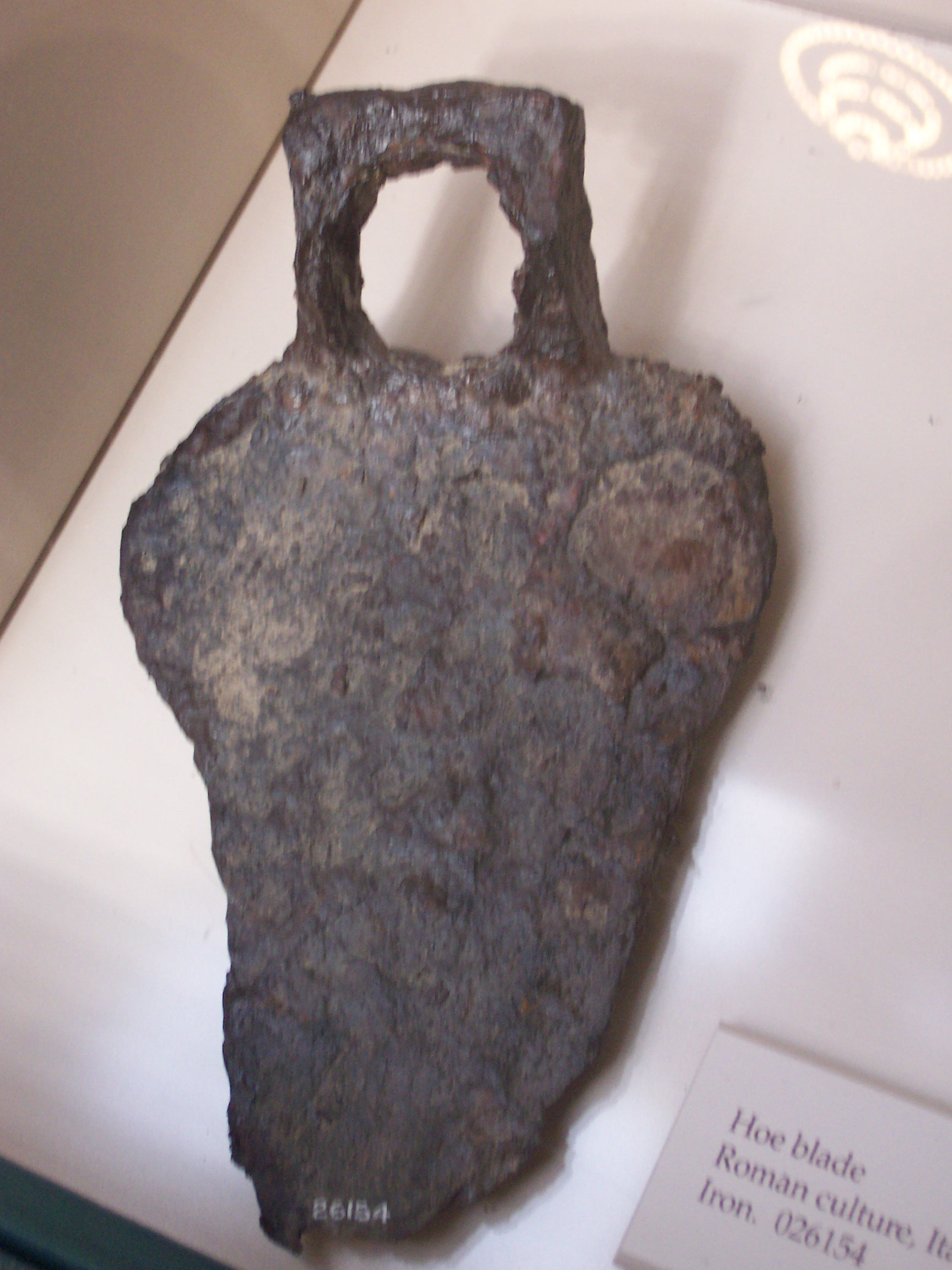
Aixada romana de ferro, 2.000 anys d'antiguitat. Pot ser vista al Field Museum of Natural History (Chicago)

Tot i que la vida se centrava a les ciutats, la majoria dels habitants vivien al camp, on conreaven la terra i tenien cura del bestiar. L'economia es basava en el sistema de producció esclavista. El nombre d'esclaus d'una hisenda era variable segons el tipus d'explotació; com més esclaus hi havia en una finca, menys bracers o jornalers calien, i sovint per evitar l'ús d'un nombre excessiu de bracers, es transformava una explotació agrària en una de ramadera. Gran part dels esclaus eren presoners de guerra. Hi havia mercats d'esclaus, als quals acudien els traficants. Molts esclaus portaven cadenes, i si estaven marcats amb el signe de l'amo es deia que portaven l'stigma o notatio.
La feina era realitzada en gran part per esclaus (familia rustica) encapçalats per un capatàs (vilicus), que cobrava i pagava, comprava i venia, exercia la inspecció, i en absència de l'amo també castigava. A les ordres del vilicus estava la vilica, majordoma de la casa rural (cuinera, cuidadora del rebost, del galliner i del colomar). Seguien els bulbuci (llauradors), els criats, el somerer, el porquer i, si hi havia ramat, el pastor. Als esclaus se'ls comprava ja adults i quan estaven malalts o vells eren venuts.
Les terres agrícoles eren encerclades amb arbres (oms, pins o xiprers) i els prats i vergers s'encerclaven amb tanques, estaques, fossats o murs de pedra, totxana o ciment.
Les dependències de la hisenda (Vila Rustica) comprenien la casa de l'amo, els estables, els graners, els magatzems i els allotjaments del capatàs i dels altres esclaus. L'amo proveïa de vestit i calçat els esclaus, així com de blat, sal i altres aliments (olives, peix salat, vi, oli...) en quantitat proporcionada al treball de cadascú (demensum), per la qual cosa el capatàs, que era el més important però el que menys treballava, rebia menys (encara que era el que tenia més possibilitats de ser manumès). La Vilica, que s'encarregava de la casa, servia la taula i cuinava els aliments.
Els esclaus podien descansar els dies festius i els de pluja (entre 60 i 80 a l'any aproximadament) i després de la sembra, a l'hivern (uns trenta dies). Sovint els propietaris es prestaven els esclaus entre si, per ajudar-se desinteressadament, o per un salari convingut. Rarament es contractava treballadors estrangers llevat del temps de la sega, quan calia més gent. Llavors es contractaven segadors als quals es pagava amb una part de la collita recollida. Hi havia fins i tot qui acudia a les collites amb els seus esclaus. Altres vegades l'amo venia la collita abans de recollir-la i el comprador en feia la recol·lecció. Moltes vegades els amos posaven la collita en mans dels publicans.
Les grans hisendes dedicades a la ramaderia estan formades per terres de pastures i boscos, amb una extensió més gran que els grans dominis agrícoles (es pot dir que com a mínim superaven les dues-centes hectàrees, i en alguns casos n'arribaven fins a diversos milers).
El bestiar pastava a les muntanyes durant l'estiu, i a les planes a l'hivern (normalment en terres ermes o allà on ja s'havia recollit la collita en els casos d'existir també explotació agrícola). Els ramats estaven formats per ovelles, cavalls, bous, ases i muls, els quatre últims destinats a la venda als pagesos, i també a l'exèrcit, als carreters i altres. També hi havia bandades de porcs i cabres. La ramaderia més important era la d'ovelles, de les quals s'aprofitava la llana (els vestits més usuals eren de llana) i de les quals la carn era apreciada en moltes províncies. La cura dels ramats d'ovelles corresponia gairebé sempre a esclaus que a l'estiu romanien sempre amb el bestiar, fins i tot de nit, i s'allotjaven en cabanes o en cledes. El pastor, tot i esclau, gaudia de llibertat de moviments i se li donaven cavalls i armes.
En la petita propietat es reproduïa la situació dels grans dominis, però el cultiu anava a càrrec exclusivament del propietari i la seva família, i sols com a excepció hi treballaven esclaus. Les quantitats d'animals i productes eren, per tant, menors. Si la propietat era molt petita es conreava amb aixada, com un petit hort o jardí. El cultiu més estès eren els cereals, però el més productiu seguia sent la vinya, les hortalisses, l'olivera, i els productes derivats de la ramaderia. El conreu menys rendible eren els cereals.
L'economia ciutadana estava basada en els gremis, i entre aquests els nous gremis de joiers, obrers de la seda, del lli, de la púrpura, perfumistes, saboners, cerers, adobadors, carnissers, peixaters, tahoners i altres.